# Marte Ferrari
Marte Ferrari (Scandiano, 12 ottobre 1928 – Cantù, 29 giugno 2022) è stato un sindacalista e politico italiano.

## Biografia
Esponente nella CGIL, di cui fu anche segretario generale della Camera del Lavoro di Como dal 1965 al 1976; fu presidente dell'INPS e militante del Partito Socialista Italiano, a cui si iscrisse nel 1945.
Eletto deputato del PSI nel 1976, venne sempre confermato fino alle elezioni del 1992, chiudendo di conseguenza la sua attività a Montecitorio nel 1994. Venne scelto come Sottosegretario di Stato per i Lavori Pubblici nel governo Goria e nel governo De Mita mentre nel governo Andreotti VI passò, con lo stesso incarico, al Ministero del Bilancio e della Programmazione economica; ricevette inoltre alcune preferenze alle elezioni del Presidente della Repubblica nel 1992.
È stato inoltre vicesindaco di Como nelle due giunte guidate dal democristiano Felice Bernasconi. Votò contro lo scioglimento del PSI e aderì alla corrente di Valdo Spini. Nel gennaio del 2010 vinse un'auto alla lotteria.
Dal 2006 al 2011 è stato consigliere comunale a San Fermo in provincia di Como.